# 森田愛生
森田 愛生（もりた あおい、2003年4月6日 - ）は、日本の女優、アイドル、FAVO♡のメンバー、「いちごみるく色に染まりたい。」染友（助っ人メンバー）。東京都出身。ベリーベリープロダクション所属。

## 人物
趣味は歌をうたうこと・ダンスを踊ること・動画をみること・雑誌を読むこと。特技は柔軟。好きな言葉は塵も積もれば山となる。好きな食べ物は抹茶スィーツ・マンゴースィーツ。好きな映画は「君の膵臓をたべたい」

## 出演

### ドラマ
- 「快盗戦隊ルパンレンジャーVS警察戦隊パトレンジャー」第3話（2018年2月25日、テレビ朝日）- 桃華 役
- ドラマ「Q&A」（2018年3月24日、テレビ朝日）
- 「俺のスカート、どこ行った?」第2話（2019年4月27日、日本テレビ）- チアダンス部員 役

### CM・広告
- 明光義塾WEBポスター2017春・夏
- 岩波書店「広辞苑」ポスター（2018年）

### インターネットメディア
- 「アイドルにさせといて！」（2017年11月12日 - 、FRESH!/KADOKAWA生テレ）- レギュラー[3]
- いきなり突撃クイズ！ 森田愛生 編（2019年4月12日）[4]

### DVD
- 1stDVD「らぶフレッシュ」（2018年10月25日、EIC-BOOK）
- 2ndDVD「アオイハル」（2019年2月25日、EIC-BOOK）

### 雑誌
- 「Chu→Boh vol.87」（2018年9月3日、海王社）
- 「Chu→Boh vol.90」（2019年3月4日、海王社）
- 「Suku→Boh vol.13」（2019年6月3日、海王社）

### その他
- 森田愛生『らぶフレッシュ』DVD発売記念イベント（2018年11月4日）[5]